# 敦子 (モデル)
敦子（あつこ、1978年7月17日 - ）は、日本の女性ファッションモデル。奈良県出身。

## 略歴
- 大学時代より原田梓帆（はらだ しほ）の名義で、1999年にファッション誌『JJ』の専属モデルを、2000年にキリンビールのキャンペーンガールを務める[7]。その後森田あつ子、森田敦子などの名義で活動。DVDも発売[8][9][10]。
- 2004年6月13日、CHEMISTRYの堂珍嘉邦と結婚[11]。その後、堂珍敦子（どうちん あつこ）に改名して活動[4]。同年12月に第1子男児を出産[4]。産休を経て、30代主婦層向けファッション誌『VERY』の専属モデルとして活動を再開。
- 2006年7月号より三浦りさ子の後任として『VERY』の表紙モデルを務めたが、第2子妊娠により2007年6月号を最後に井川遥と交代。同年11月に第2子男児を出産[4]。
- 2009年6月に第3子・第4子となる男女の双子を出産[4]。
- 2014年2月に第5子男児を出産[4]。
- 2015年に発展途上国の妊産婦支援をしている人物と出会い、タンザニアを訪れたことをきっかけに助産師を目指すこと決意[12][13]、受験勉強を開始。2017年に4年制看護学校に入学[12]。
- 2019年1月1日、前年末に堂珍と離婚した事が公表され[14][15][4]、離婚と共に敦子に改名した[3][4][5]。
- 2021年、看護学校を卒業し看護師免許を取得。その後1年間の助産学校に通い、2022年3月に助産師資格を取得[16]。4月より病院勤務の助産師として活動中[16]。

## 出演

### テレビドラマ
- ランチの女王 第1・5・9話（2002年7月1日・29日・8月26日、フジテレビ） - 飯田のり子 役
- ペテロの葬列 第3話（2014年7月21日、TBS） - 範田亜子 役

### CM
- 東京三菱キャッシュワン[17]
- 花王「ハミングフレア」（2007年 - 2008年）
- トヨタ自動車「パッソセッテ」（2008年 - 2009年）

### 広告
- DHC「Time Beauty Action」（2016年） - アンバサダー[18]

### 雑誌
- JJ（1999年、光文社） - 専属モデル
- VERY（2005年 - 、光文社） - 専属モデル

### DVD
- 「fairest～フェアレスト～」（2003年） - 森田敦子名義[8][9]
- 「picturesque」（2004年） - 森田あつ子名義[10]

## 書籍
- 「甘え上手」な子育て論〈VERY BOOKS〉（2011年7月20日、光文社）ISBN 978-4334976569
- しあわせな子育てのかんたんなルール（2012年3月7日、朝日新聞出版、共著：佐々木正美）